# Adama Traoré (ur. 1990)
Adama Traoré (ur. 3 lutego 1990 w Bondoukou) – iworyjski piłkarz grający na pozycji lewego obrońcy lub pomocnika, zawodnik australijskiego klubu Melbourne Victory FC.

## Życiorys

### Kariera klubowa
Swoją karierę piłkarską Traoré rozpoczął w 2002 w Celtic Football Academie. W 2005 został piłkarzem EF Yéo Martial i w sezonie 2006 zadebiutował w nim w pierwszej lidze Wybrzeża Kości Słoniowej. W debiutanckim sezonie spadł z Yéo Martial do drugiej ligi. W sezonie 2008 powrócił do pierwszej ligi.
14 sierpnia 2009 Traoré przeszedł do australijskiego Gold Coast United FC. Swój debiut w nim zaliczył 15 sierpnia 2009 w wygranym 5:0 domowym meczu z Northern Fury. Grał w nim do końca sezonu 2011/2012.
1 lipca 2012 Traoré został piłkarzem Melbourne Victory FC. Zadebiutował w nim 5 października 2012 w przegranym 1:2 domowym spotkaniu z Melbourne City FC. Spędził w nim dwa lata.
1 lipca 2014 Traoré przeszedł do portugalskiej Vitórii. W jej barwach w Primeira Liga zadebiutował 16 sierpnia 2014 w zwycięskim 3:1 wyjazdowym meczu z Gil Vicente FC. W Vitórii grał przez pół roku.
10 stycznia 2015 Traoré podpisał kontrakt z FC Basel. Swój debiut w nim zanotował 22 lutego 2015 w przegranym 2:4 wyjazdowym meczu z BSC Young Boys. 7 czerwca 2015 wystąpił w przegranym 0:3 finale Pucharu Szwajcarii z FC Sion. W sezonie 2014/2015 wywalczył z Basel tytuł mistrza Szwajcarii. W sezonie 2015/2016 ponownie został mistrzem kraju. W sezonie 2016/2017 wywalczył z Basel dublet – mistrzostwo i puchar kraju.
14 sierpnia 2017 Traoré przeszedł do Göztepe SK. Zadebiutował w nim 26 sierpnia 2017 w wygranym 3:2 domowym meczu z Trabzonsporem. Kontrakt wygasł 1 lipca 2019.
12 września 2019 podpisał kontrakt z australijskim klubem Melbourne Victory FC, umowa do 30 czerwca 2020.

### Kariera reprezentacyjna
Traoré grał w młodzieżowych reprezentacjach Wybrzeża Kości Słoniowej. W 2007 wystąpił na Mistrzostwach Afryki U-20. W reprezentacji Wybrzeża Kości Słoniowej zadebiutował 6 września 2015 w zremisowanym 0:0 meczu kwalifikacji do Pucharu Narodów Afryki 2017 ze Sierra Leone.

## Statystyki

### Klubowe
| Sezon   | Klub              | Kraj                     | Rozgrywki     | Mecze | Gole |
| ------- | ----------------- | ------------------------ | ------------- | ----- | ---- |
| 2006    | EF Yéo Martial    | Wybrzeże Kości Słoniowej | Ligue 1 MTN   | ?     | ?    |
| 2007    | EF Yéo Martial    | Wybrzeże Kości Słoniowej | Ligue 2 MTN   | ?     | ?    |
| 2008    | EF Yéo Martial    | Wybrzeże Kości Słoniowej | Ligue 2 MTN   | ?     | ?    |
| 2009    | EF Yéo Martial    | Wybrzeże Kości Słoniowej | Ligue 1 MTN   | ?     | ?    |
| 2009/10 | Gold Coast United | Australia                | A-League      | 11    | 0    |
| 2010/11 | Gold Coast United | Australia                | A-League      | 29    | 2    |
| 2011/12 | Gold Coast United | Australia                | A-League      | 27    | 1    |
| 2012/13 | Melbourne Victory | Australia                | A-League      | 22    | 0    |
| 2013/14 | Melbourne Victory | Australia                | A-League      | 24    | 1    |
| 2014/15 | Vitória SC        | Portugalia               | Primeira Liga | 15    | 0    |
| 2014/15 | FC Basel          | Szwajcaria               | Super League  | 12    | 0    |
| 2015/16 | FC Basel          | Szwajcaria               | Super League  |       |      |

## Sukcesy

### Klubowe
FC Basel
- Mistrz Szwajcarii: 2014–15, 2015–16 i 2016–17
- Zdobywca Pucharu Szwajcarii: 2016–17
- Zdobywca drugiego miejsca Pucharu Szwajcarii: 2014–15

### Reprezentacyjne
Wybrzeże Kości Słoniowej
- Zdobywca turnieju UEMOA: 2007

### Indywidualne
Melbourne Victory FC
- Piłkarz Roku: 2013–14